# Cantó de L'Hautil
El cantó de L'Hautil és un antic cantó francès del departament de Val-d'Oise, que estava situat al districte de Pontoise. Comptava amb sis municipis i el cap era Jouy-le-Moutier.
Va desaparèixer al 2015 i el seu territori es va dividir entre el cantó de Cergy-2 i el cantó de Vauréal.

## Municipis
- Boisemont
- Courdimanche
- Jouy-le-Moutier
- Menucourt
- Neuville-sur-Oise
- Vauréal

## Història
| Data d'elecció                           | Identitat          | Partit        | Qualitat |
| ---------------------------------------- | ------------------ | ------------- | -------- |
| 1982-1988                                | Isabelle Massin    | PS            |          |
| 1988-1994                                | Georges Bourdaleix | PS            |          |
| 1994-2001                                | Gabriel Lainé      | UDF-CDS       |          |
| 2001-                                    | Jackie Breton      | Divers gauche |          |
| les dades anteriors no són pas conegudes |                    |               |          |
|                                          |                    |               |          |